# براندي ويلكرسون
براندي ويلكرسون هي لاعبة كرة طائرة شاطئية كندية ولدت في 1 يوليو 1992.

## روابط خارجية
- براندي ويلكرسون على موقع الاتحاد الدولي beach volleyball database (الإنجليزية)
- براندي ويلكرسون على موقع قاعدة بيانات الكرة الطائرة الشاطئية (الإنجليزية)
- براندي ويلكرسون على موقع اللجنة الأولمبية الدولية (الإنجليزية)
- براندي ويلكرسون على موقع أوليمبيديا (الإنجليزية)
- براندي ويلكرسون على موقع اللجنة الأولمبية الكندية (الإنجليزية)